# Puertas de ala de gaviota

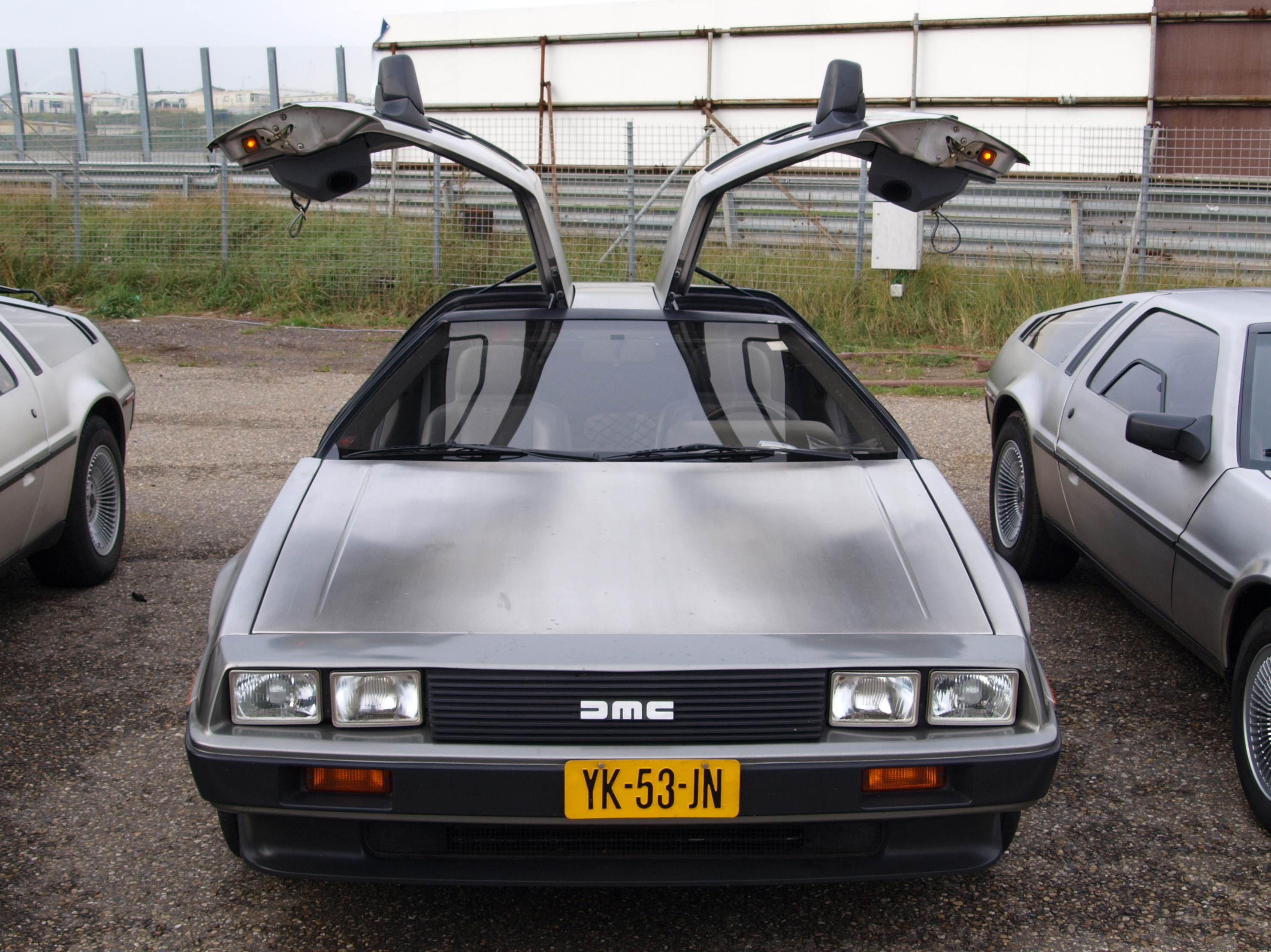
Un DMC DeLorean con sus puertas abiertas.

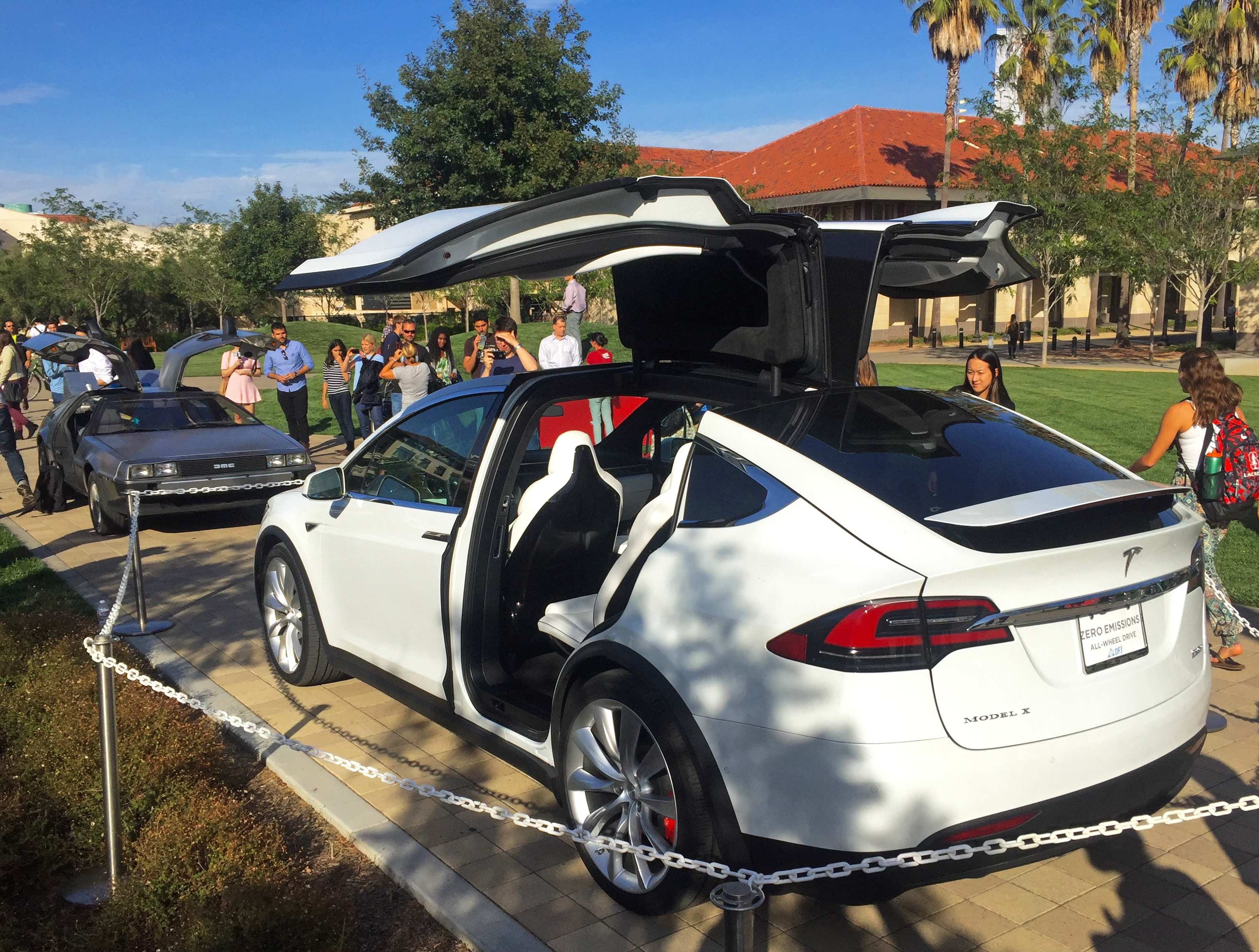
Tesla Model X (2016).

El término puertas de ala de gaviota es usado para describir un tipo de puertas de automóvil que están unidas al techo del mismo y se abren verticalmente, al contrario que las puertas convencionales. Son llamadas así porque cuando están abiertas, las puertas evocan la imagen de una gaviota con las alas desplegadas.
Los ejemplos más conocidos de automóviles producidos en serie con puertas de este tipo son el Mercedes-Benz 300 SL de la década de 1950, el Bricklin SV-1 de la década de los 70, el DMC DeLorean de los años 80 y el Mercedes-Benz SLS AMG de los años 2010. Algunos prototipos, como los Mercedes-Benz C111 de los 60/70 también se fabricaron con este tipo de puertas.
Las puertas de ala de gaviota se han empleado también en diseños aeronáuticos; dos ejemplos son las avionetas francesas Socata TB y las estadounidenses Cessna 350 Corvalis.

## Consideraciones prácticas
A pesar de las comunes ideas erróneas de que las puertas de ala de gaviota son meras afectaciones estilísticas, el diseño es muy práctico. La ventaja principal es que requieren poco espacio para abrirse (27,5 cm en el DeLorean; 11 pulgadas) y permiten una mejor entrada y salida que las puertas convencionales. Esto es especialmente importante en automóviles como el Mercedes-Benz SLS AMG, cuya anchura de 1,94 m haría más difícil abrir unas puertas convencionales cuando el coche se encuentra aparcado en un espacio urbano (por ejemplo en un aparcamiento, junto a otros automóviles).